# نشيد موريشيوس الوطني
نشيد موريشيوس الوطني هو النشيد الوطني لدولة موريشيوس.

## الكلمات
Glory to thee
Motherland O Motherland of Mine
Sweet is thy Beauty
Sweet is thy Fragrance
Around thee we gather
As one People, as one Nation
In Peace, Justice and Liberty
Beloved Country
May God bless thee
Forever and ever
المجد اليك
وطني الام سوف تزيلي العوائق
أنتي حلوة لك الجمال
أنتي حلوة لك الورود
ونحن نجتمع حولك
كما شعب واحد، أمة واحدة
في السلام والعدالة والحرية
البلد المحبوب
و بارك الله فيك
أكثر من أي وقت مضى وإلى الأبد